# 祠祭

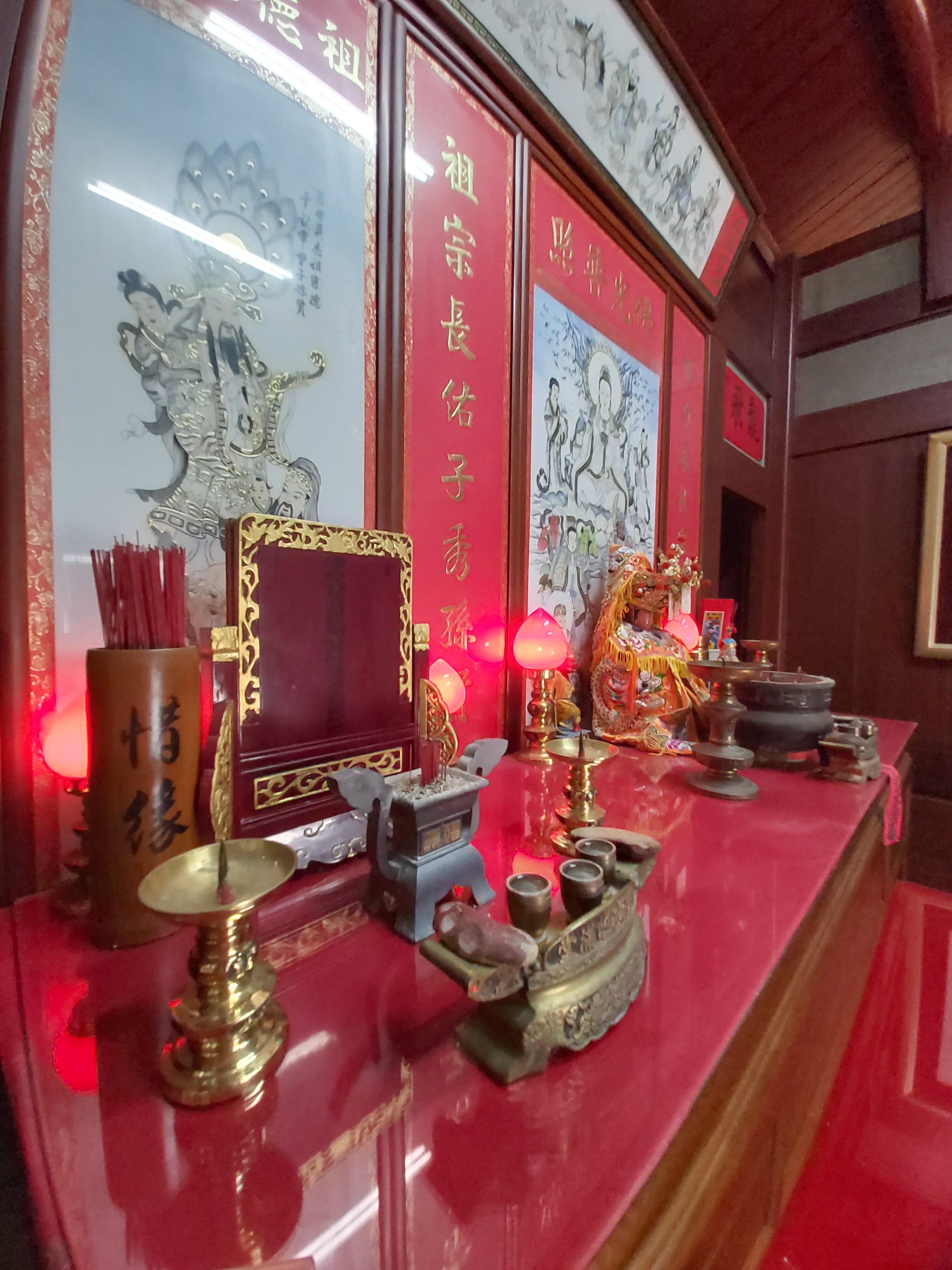
宜蘭縣礁溪鄉吳沙故居纘緒堂吳氏的公廳，祖先牌位旁置有線香。

祠祭是在宗族祠堂祭祀祖先，又稱族祭。

## 祭祀時間與祭品
閩南裔台灣人的祭祀時間除了祖先或親人忌日外（一般「對年」之後就不拜生日，除非視為神明），常在四節等節慶：
1. 除夕，以年粿、發粿（年糕、發糕）等祭拜祖先。
2. 清明，若有祠堂則舉行祠祭。
3. 中元，以祭拜好兄弟為主，也祭拜祖先。
4. 重陽，祭拜祖先，慰問族中長者。

客家裔台灣人通常在公廳（祖堂）祭拜阿公婆（祖先），又稱堂祭。客家人除了平時每天傍晚到祖堂下上香、奉茶、點火外，在一些特殊日子有較隆重的堂祭儀式。堂祭通常在上午舉行，但某些時候有其他作法。
1. 除夕上午拜神，下午祭祖；準備發粄、甜粄。
2. 元宵：以粄圓祭祖。
3. 清明：準備牲禮及艾粄、紅粄到祖堂補敬奉，稱「作清明」。
4. 端午（農曆五月初五）：帶粽子堂下「拜爺」。
5. 中元（農曆七月十五）：除了祭祖，有些家族也會祭拜好兄弟。「拜爺」時須準備芋粄。。
6. 滿年福（農曆十月十五至十二月廿五，各地的時間不一）
7. 冬至：少數人會準備粄圓到祖堂祭拜。

## 祭祀儀程

### 擺放祭品
準備食物包括牲禮、水果、糕餅等。物品包括紙錢、線香、紅蠟燭、鮮花、酒（通常是米酒或清酒等）。
牲禮（三牲肉類）擺放方式：左魚—中間雞（雞頭朝向祖牌）—右豬肉。
除上述祭品，台灣河洛人常常還會準備家常菜、米飯。客家人則尚有粄、菓、茶與應節食物。

### 祭祀
1. 奉茶。
2. 上香祭拜（每人三炷香，但人多時則一炷香），長輩念祝禱詞。先向外拜天公（有人亦會到外面請祖先），再轉向祭祖先。
3. 閉眼祭禱。
4. 插香。
5. 對台灣河洛人，若有經衣紙錢的話，需要先燒。（參照紙錢說明）

### 共進午膳
接著是神靈們的用膳時間。
台灣客家人通常敬三次酒，表酒過三巡。
台灣河洛人則等三炷香時間，大約十到二十分鐘。通常需要擲筊以詢問是否已用膳完畢，若未得聖杯則得等下去。但如此可能拖延良久，漸漸也有人採用直接告知祖先「再等多少分鐘」的方式。

### 燒紙錢
1. 化財：燒刈金（九金）、之後銀紙等。
2. 燒金鳴炮後禮成收祭品。